# 1996-os karibi kupa
Az 1996-os karibi kupa volt a torna hetedik kiírása. A kupának Trinidad és Tobago adott otthont.

## Selejtező

### 1. csoport

#### Első kör
| 1. csapat          | Össz. | 2. csapat | 1. mérk. | 2. mérk. |
| ------------------ | ----- | --------- | -------- | -------- |
| Antigua és Barbuda | 0 - 1 | Grenada   | 0 - 1    | elmaradt |

#### Második kör
| 1. csapat | Össz. | 2. csapat                             | 1. mérk. | 2. mérk. |
| --------- | ----- | ------------------------------------- | -------- | -------- |
| Grenada   | 2 - 4 | Saint Vincent és a Grenadine-szigetek | 1 - 1    | 1 - 3    |

### 2. csoport
| Csapat               | P | M | Gy | D | V | RG | KG | GK  |
| -------------------- | - | - | -- | - | - | -- | -- | --- |
| Saint Kitts és Nevis | 6 | 2 | 2  | 0 | 0 | 11 | 0  | +11 |
| Sint Maarten         | 3 | 2 | 1  | 0 | 1 | 4  | 3  | +1  |
| Anguilla             | 0 | 2 | 0  | 0 | 2 | 0  | 12 | -12 |

| Saint Kitts és Nevis | 8 - 0 | Anguilla     |
| Sint Maarten         | 4 - 0 | Anguilla     |
| Saint Kitts és Nevis | 3 - 0 | Sint Maarten |

### 3. csoport
| 1. csapat | Össz. | 2. csapat             | 1. mérk. | 2. mérk. |
| --------- | ----- | --------------------- | -------- | -------- |
| Haiti     | 7 - 1 | Dominikai Köztársaság | 6 - 0    | 1 - 1    |

### 4. csoport
| 1. csapat       | Össz. | 2. csapat | 1. mérk. | 2. mérk. |
| --------------- | ----- | --------- | -------- | -------- |
| Kajmán-szigetek | 0 - 4 | Kuba      | 0 - 4    | j.n.     |

### 5. csoport

#### Első kör
| 1. csapat          | Össz. | 2. csapat   | 1. mérk. | 2. mérk. |
| ------------------ | ----- | ----------- | -------- | -------- |
| Dominikai Közösség | 1 - 2 | Saint Lucia | 0 - 1    | 1 - 1    |

#### Második kör
| 1. csapat  | Össz. | 2. csapat   | 1. mérk. | 2. mérk. |
| ---------- | ----- | ----------- | -------- | -------- |
| Martinique | 2 - 0 | Saint Lucia | 1 - 0    | 1 - 0    |

### 6. csoport
| 1996. április 24. |

| Jamaica                              | 2–0   | Barbados |
| ------------------------------------ | ----- | -------- |
| Paul Young 44' (tiz.) Paul Davis 89' | (1–0) |          |

| Independence Stadium, Kingston |

| 1996. április 28. |

| Barbados                                     | 2–0 (3–4 tiz.) | Jamaica |
| -------------------------------------------- | -------------- | ------- |
| Gregory Goodridge 51' Wayne Sobers 55' (tiz) | (0–0)          |         |

| Hadley Court Stadium, Bridgetown |

### 7. csoport

#### Első kör
| 1. csapat      | Össz. | 2. csapat | 1. mérk. | 2. mérk. |
| -------------- | ----- | --------- | -------- | -------- |
| Francia Guyana | 2 - 3 | Suriname  | 1 - 2    | 1 - 1    |

#### Második kör
| 1. csapat | Össz.       | 2. csapat | 1. mérk. | 2. mérk. |
| --------- | ----------- | --------- | -------- | -------- |
| Suriname  | 3 - 3 (5-3) | Guyana    | 2 - 1    | 1 - 2    |

## Csoportkör

### A csoport
| Csapat               | P | M | Gy | D | V | GK | KG | GK |
| -------------------- | - | - | -- | - | - | -- | -- | -- |
| Trinidad és Tobago   | 9 | 3 | 3  | 0 | 0 | 9  | 1  | +8 |
| Suriname             | 4 | 3 | 1  | 1 | 1 | 4  | 5  | -1 |
| Jamaica              | 3 | 3 | 1  | 0 | 2 | 5  | 5  | 0  |
| Saint Kitts és Nevis | 1 | 3 | 0  | 1 | 2 | 3  | 10 | -7 |

| 1996. május 24. |

| Trinidad és Tobago | 1–0   | Jamaica |
| ------------------ | ----- | ------- |
| Russell Latapy 32' | (1–0) |         |

| Hasely Crawford Stadium, Port of Spain Nézőszám: 5 000 |

| 1996. május 26. |

| Jamaica                                               | 4–1   | Saint Kitts és Nevis |
| ----------------------------------------------------- | ----- | -------------------- |
| Hector Wright 21' Paul Davis 61' 72' Wayne Palmer 87' | (1–0) | Keith Gumbs 89'      |

| Industry Park, Palo Seco Nézőszám: 4 000 |

| 1996. május 26. |

| Trinidad és Tobago                         | 3–0   | Suriname |
| ------------------------------------------ | ----- | -------- |
| Russell Latapy 58' 61' Anthony Rougier 88' | (0–0) |          |

| Industry Park, Palo Seco Nézőszám: 6 500 |

| 1996. május 28. |

| Suriname                             | 3–1   | Jamaica         |
| ------------------------------------ | ----- | --------------- |
| Marcel Riedwald 6' Wini Boyce 7' 44' | (3–1) | Onandi Lowe 45' |

| Hasely Crawford Stadium, Port of Spain Nézőszám: 7 000 |

| 1996. május 28. |

| Trinidad és Tobago                                               | 5–1   | Saint Kitts és Nevis  |
| ---------------------------------------------------------------- | ----- | --------------------- |
| Russell Latapy 21' 29' 80' Clint Marcelle 45' Arnold Dwarika 81' | (3–0) | Larrymore Bedford 79' |

| Hasely Crawford Stadium, Port of Spain Nézőszám: 7 000 |

| 1996. május 30. |

| Suriname          | 1–1   | Saint Kitts és Nevis |
| ----------------- | ----- | -------------------- |
| Benny Kajansi 54' | (0–0) | Alexander Riley 72'  |

| Hasely Crawford Stadium, Port of Spain Nézőszám: 2 000 |

### B csoport
| Csapat                                | Pont | M | Gy | D | V | RG | KG | GK |
| ------------------------------------- | ---- | - | -- | - | - | -- | -- | -- |
| Kuba                                  | 7    | 3 | 2  | 1 | 0 | 3  | 0  | +3 |
| Martinique                            | 6    | 3 | 2  | 0 | 1 | 4  | 1  | +3 |
| Haiti                                 | 2    | 3 | 0  | 2 | 1 | 2  | 3  | -1 |
| Saint Vincent és a Grenadine-szigetek | 1    | 3 | 0  | 1 | 2 | 2  | 7  | -5 |

| 1996. május 25. |

| Kuba                                         | 2–0   | Saint Vincent és a Grenadine-szigetek |
| -------------------------------------------- | ----- | ------------------------------------- |
| Eduardo Sebrango 48' Carlos Zayas Layola 59' | (0–0) |                                       |

| Manny Ramjohn Stadium, San Fernando Nézőszám: 2 500 |

| 1996. május 25. |

| Martinique               | 1–0   | Haiti |
| ------------------------ | ----- | ----- |
| Fred Nazaire Sorbert 53' | (0–0) |       |

| Manny Ramjohn Stadium, San Fernando Nézőszám: 1 500 |

| 1996. május 27. |

| Haiti                 | 2–2   | Saint Vincent és a Grenadine-szigetek |
| --------------------- | ----- | ------------------------------------- |
| Pierre Golman 50' 56' | (0–0) | Ezra Hendrickson 60' 89'              |

| Manny Ramjohn Stadium, San Fernando Nézőszám: 5 000 |

| 1996. május 27. |

| Kuba                | 1–0   | Martinique |
| ------------------- | ----- | ---------- |
| Lázaro Dalcourt 72' | (0–0) |            |

| Manny Ramjohn Stadium, San Fernando Nézőszám: 3 300 |

| 1996. május 29. |

| Haiti | 0–0   | Kuba |
| ----- | ----- | ---- |
|       | (0–0) |      |

| Malabar Stadium, Arima Nézőszám: 3 000 |

| 1996. május 29. |

| Martinique                              | 3–0   | Saint Vincent és a Grenadine-szigetek |
| --------------------------------------- | ----- | ------------------------------------- |
| Mariel Valide 3' Roldolphe Reno 23' 34' | (3–0) |                                       |

| Malabar Stadium, Arima Nézőszám: 1 000 |

## Egyenes kieséses szakasz

### Elődöntők
| 1996. június 3. |

| Trinidad és Tobago  | 2–1 h.u. | Martinique |
| ------------------- | -------- | ---------- |
| Stern John 90' 117' | (0–0)    | Carole 88' |

| Hasely Crawford Stadium, Port of Spain Nézőszám: 11 000 |

| 1996. június 3. |

| Kuba                                                                   | 4–0   | Suriname |
| ---------------------------------------------------------------------- | ----- | -------- |
| Lázaro Dalcourt 35' 55' Humberto Martínez 75' Julio Diaz Sotolongo 83' | (1–0) |          |

| Manny Ramjohn Stadium, San Fernando |

### Bronzmérkőzés
| 1996. június 5. |

| Martinique        | 1–1 (3–2 tiz.) | Suriname             |
| ----------------- | -------------- | -------------------- |
| Rodolphe Rano 48' | (0–0)          | Marcel Riedewald 76' |

| Hasely Crawford Stadium, Port of Spain Nézőszám: 2 000 |

### Döntő
| 1996. június 7. |

| Trinidad és Tobago          | 2–0   | Kuba |
| --------------------------- | ----- | ---- |
| Arnold Dwarika Jerren Nixon | (0–0) |      |

| Hasely Crawford Stadium, Port of Spain Nézőszám: 10 000 |